# كومي نايدو
كومي نايدو (ولد في عام 1965 في ديربان بجنوب إفريقيا) ناشط في مجال حقوق الإنسان والبيئة. بدأ نايدو نشاطه كناشط أطفال يحارب الفصل العنصري في جنوب إفريقيا خلال سبعينيات وثمانينيات القرن العشرين. وهو أحد مؤسسي منظمة الأيدي المساعدة الشبابية. قاد حملات عالمية لإنهاء الفقر وحماية حقوق الإنسان خلال توليه أدوار مختلفة، كما عندما كان الأمين العام التاسع لمنظمة العفو الدولية، وقد استمر كذلك حتى ديسمبر 2019 عندما اتخذ قرار التنحي بسبب مشاكل صحية. كان كومي أول أفريقي يقود منظمة السلام الأخضر، وهي مجموعة حماية البيئة الدولية، إذ شغل منصب المدير التنفيذي الدولي لها بين عامي 2009-2015.
شغل منصب الأمين العام للتحالف الدولي لمشاركة المواطنين سيفيكوس، من عام 1998 إلى عام 2008. كان كومي أيضًا مدير الإطلاق التنفيذي لمنظمة أفارقة ينهضون من أجل العدالة والسلام والكرامة. عمل أيضًا في منظمة النداء العالمي للعمل ضد الفقر والنداء العالمي للعمل المناخي، واللتان جمعتا بين المساعدة البيئية والجماعات الدينية ومجموعات حقوق الإنسان والنقابات العمالية والعلماء وغيرهم، ونظمتا مظاهرات حاشدة حول مفاوضات المناخ.
شغل كومي نايدو منصب المدير التنفيذي الدولي لمنظمة السلام الأخضر الدولية (بين عامي 2009-2016) والأمين العام لمنظمة العفو الدولية (بين عامي 2018-2020). كما أصبح سفيرًا عالميًا لمنظمة أفارقة ينهضون من أجل العدالة والسلام والكرامة منذ يونيو 2020. وكومي حاليًا زميل لريتشارد فون ويزاكر في أكاديمية روبرت بوش، وهو أيضًا أستاذ في كلية ثندربيرد للإدارة العالمية في جامعة ولاية أريزونا. كما أنه محاضر في جامعة الأحافير الحرة، وعمل مستشارًا خاصًا لتحالف الاقتصاد الأخضر. كومي أيضًا زميل زائر في أكسفورد وزميل فخري في كلية المجدلية.

## النشاط في جنوب أفريقيا
وُلد كومي نايدو في ديربان بجنوب إفريقيا، وانخرط في أنشطة مناهضة للفصل العنصري، مما أدى إلى طرده من المدرسة الثانوية. نظم في عمر الخامسة عشر مقاطعات مدرسية ضد نظام الفصل العنصري التعليمي في جنوب إفريقيا. شارك في تلك الحقبة في تنظيم الأحياء، وعمل الشباب المجتمعي، والتعبئة الجماهيرية ضد نظام الفصل العنصري. قُبض على نايدو عدة مرات واتهم بمخالفة أحكام بما يخص التعبئة الجماهيرية والعصيان المدني وخرق حالة الطوارئ.
أصبح هدفًا لشرطة الأمن بسبب نشاطه، مما دفعه إلى الاختباء في الأقبية قبل أن يُجبر على الفرار إلى المنفى في المملكة المتحدة حتى عام 1990. توقفت دراسته في أكسفورد للعودة إلى جنوب إفريقيا في عام 1990 من أجل حملات محو الأمية بعد إطلاق سراح نيلسون مانديلا من السجن وقرار مانديلا الترشح لمنصب رئيس جنوب إفريقيا.
طُلب منه لاحقًا قيادة عملية تسجيل الكونغرس الوطني الأفريقي رسميًا كحزب سياسي. ثم عمل كومي كمتحدث رسمي باسم اللجنة الانتخابية المستقلة، المشرف على أول انتخابات ديمقراطية في البلاد في أبريل 1994. كان نايدو العضو المؤسس والمدير التنفيذي لائتلاف المنظمات غير الحكومية الوطنية في جنوب إفريقيا.
عرّف نايدو بنفسه كالعديد من هنود جنوب أفريقيا، على أنه أسود من جنوب أفريقيا. وأشار إلى أن إكمال الدكتوراه كان ضروريًا للغاية نظرًا لإخباره أنه «أول ناشط هندي» من جنوب إفريقيا يحصل على درجة الدكتوراه من جامعة أكسفورد.

## المجتمع المدني العالمي

### فترة العمل في سيفيكوس
شغل بين عامي 1998-2008 منصب الأمين العام والرئيس التنفيذي لمنظمة سيفيكوس: التحالف العالمي لمشاركة المواطنين، والتي تتخذ من واشنطن مقرًا لها، وهي مكرسة لتعزيز نشاط المواطنين والمجتمع المدني في جميع أنحاء العالم.
عمل كومي أيضًا خلال ذلك الوقت كرئيس مؤسس للنداء العالمي للعمل ضد الفقر.

### فترة العمل في منظمة السلام الأخضر
انضم كومي نايدو إلى منظمة السلام الأخضر عام 2009. وقد أقنعته ابنته نعومي بتولّي هذا الدور. كان التزام منظمة السلام الأخضر بالحراك المباشر والعصيان المدني هو ما جذب نايدو إلى المنظمة. رأى نايدو أن دوره كمدير تنفيذي لمنظمة السلام الأخضر هو دور منشئ للتحالف ووكيل للتغيير. وجد نايدو أن الصلات المعقدة بين العدالة البيئية وحقوق المرأة وحقوق الإنسان مترابطة مع بعضها، مما جعله في بعض الأحيان عرضة لانتقادات كثيرة من دعاة حماية البيئة الغربيين الذين يميلون إلى اعتبار حماية البيئة سببًا منفصلًا.
شارك نايدو بنشاط في أعمال العصيان المدني السلمي في منطقة المحيط المتجمد الشمالي ضد خطة شِل وغازبروم للتنقيب في الجليد الذائب في القطب الشمالي. احتل نايدو مع مجموعة متطوعين من منظمة السلام الأخضر منصة نفط بريرازلومنايا التابعة لشركة غازبروم في بحر بيتشورا في أغسطس 2012 لمدة 15 ساعة، وذلك للمرة الثانية في القطب الشمالي.
كان نايدو قد أمضى قبل عام، في يونيو 2011، أربعة أيام في سجن غرينلاند بعد تسلق منصة نفط مملوكة لشركة كارين إينرجي، كجزء من حملة منظمة السلام الأخضر بعنوان «اذهب إلى ما هو أبعد من النفط». رُحّل إلى الدنمارك حيث أمضى فترة قصيرة في الحجز الدنماركي قبل إطلاق سراحه في أمستردام بهولندا.
انتقد صراحةً فشل هيئات مثل المنتدى الاقتصادي العالمي، في تجاوز «تعافي النظام»، و«حماية النظام وصيانته» بدلًا من اقتراح إعادة تصميم النظام. يستغل كومي نايدو المنتدى الاقتصادي العالمي لتضخيم الرسائل البيئية لقادة الأعمال والسياسيين والضغط من أجل ممارسات الأعمال الخضراء والتغييرات التحويلية في قطاع الطاقة. وبينما أمضى كومي نايدو وقته خلال المنتدى الاقتصادي العالمي في 2013 مع أغنى النخب في العالم، أغلق ناشطو السلام الأخضر محطة وقود شل خارج المنتجع الجبلي السويسري مطالبين بأن تتخلى شركة النفط العملاقة عن طموحاتها في التنقيب عن النفط في القطب الشمالي. حضر نايدو مفاوضات الأمم المتحدة المناخية بانتظام، ودعا إلى رفع الطموحات تجاه الحكومات للحد من الانبعاثات والتحرك بقوة نحو قطاع الطاقة القائم على مصادر الطاقة المتجددة التي تهدف إلى مساعدة البشرية على تجنب تغير المناخ الكارثي.
أعلن نايدو في عام 2015، أنه سيترك منصب المدير التنفيذي الدولي في منتصف ولايته الثانية. أعلن خروجه من منصب المدير التنفيذي الدولي قائلًا: «عندما أغادر، فإنني أتطلع إلى دور أكثر أهمية مع منظمة السلام الأخضر: دوري كمتطوع». عاد نايدو إلى جنوب إفريقيا لتركيز عمله على عدالة الطاقة. جاءت استقالة نايدو بعد وقت قصير من معرفة أن المنظمة تعاني من أزمة في الميزانية.
أشارت وثيقة مسربة في عام 2014، إلى أن موظفًا قد خسر 3 ملايين جنيه إسترليني من أموال المانحين في سوق الصرف الأجنبي من خلال المراهنة بالخطأ على ضعف اليورو بينما واجهت الإدارة المالية في منظمة السلام الأخضر سلسلة من المشكلات المختلفة الأخرى بسبب سوء الإدارة. وأظهرت الوثائق الإضافية أن ذلك مجرد مثال واحد على كيفية الإدارة السيئة للموارد المالية في المنظمة، متجاهلة سمعتها.
اكتُشف أن مدير برنامج منظمة السلام الأخضر الدولية باسكال هوستينغ كان يتنقل بانتظام بالطائرة بين منزله في لوكسمبورغ إلى مكاتب المنظمة في أمستردام. دعا خطاب من 40 موظفًا من موظفي السلام الأخضر في هولندا هوستينغ إلى الاستقالة. سرعان ما انضم طاقم منظمة السلام الأخضر الدولية إلى زملائهم في مطالبة المدير التنفيذي كومي نايدو بالاستقالة أيضًا.